# Ohmella postulata
Ohmella postulata är en halssländeart som först beskrevs av H. Aspöck och U. Aspöck 1977.  Ohmella postulata ingår i släktet Ohmella och familjen ormhalssländor. Inga underarter finns listade i Catalogue of Life.